# Kaitlyn Christian
Kaitlyn Christian (ur. 13 stycznia 1992 w Orange) – amerykańska tenisistka.

## Kariera tenisowa
Zdobyła brązowy medal podczas Letniej Uniwersjady 2013 w rozgrywkach drużynowych. W tym samym sezonie wzięła udział w zawodach gry mieszanej podczas wielkoszlemowego US Open, odpadając w pierwszej rundzie.
Najlepszy okres gry w karierze Christian przypada na lata 2018–2022. Wówczas w grze podwójnej osiągnęła sześć finałów w ramach rozgrywek cyklu WTA Tour i plasowała się w pierwszej setce rankingu deblistek. 25 lutego 2019 awansowała na najwyższe w karierze 38. miejsce w tym zestawieniu. W marcu 2021 roku na drodze do finału turnieju WTA 500 w St. Petersburgu, w parze z Sabriną Santamarią, pokonała bardzo groźny duet Jelena Wiesnina–Wiera Zwonariowa. Zwycięstwo wartościowe, gdyż kilka miesięcy później Wiesnina wystąpiła w deblowym finale Wimbledonu i decydujących meczach gry mieszanej podczas French Open i Igrzysk Olimpijskich w Tokio.
W maju 2021 roku, ponownie u boku Santamarii, wygrała swój jedyny deblowy turniej rangi WTA 125 w Saint-Malo. Jedyne zwycięstwo w głównym cyklu WTA Tour odniosła w lutym 2022 roku w Guadalajarze w parze z Lidziją Marozawą.
Ostatni występ w rozgrywkach tenisowych zanotowała w maju 2023 roku w Bonita Springs. W parze z Santamarią przegrała półfinałowe starcie z Ashlyn Krueger i Robin Montgomery.
W karierze wygrała jeden singlowy i trzynaście deblowych turniejów rangi ITF. Najwyżej w rankingu singlowym WTA Tour była sklasyfikowana na 570. miejscu podczas notowania z 25 września 2017.
Karierę tenisową zakończyła, podobnie jak cała grupa amerykańskich tenisistów, w 2023 roku i przeniosła się do rozgrywek padla. 

## Finały turniejów WTA
| Legenda                     | Legenda |
| --------------------------- | ------- |
| Wielki Szlem                |         |
| Igrzyska olimpijskie        |         |
| WTA Tour Championships      |         |
| 2009 – 2020                 |         |
| WTA Premier Mandatory       |         |
| WTA Premier 5               |         |
| WTA Premier                 |         |
| WTA International Series    |         |
| WTA 125K series (2012–2020) |         |
| od 2021                     |         |
| WTA 1000 (obowiązkowe)      |         |
| WTA 1000 (nieobowiązkowe)   |         |
| WTA 500                     |         |
| WTA 250                     |         |
| WTA 125                     |         |

### Gra podwójna 6 (1–5)
| Końcowy wynik | Nr | Data                 | Turniej     | Nawierzchnia  | Partnerka          | Przeciwniczki                | Wynik finału   |
| ------------- | -- | -------------------- | ----------- | ------------- | ------------------ | ---------------------------- | -------------- |
| Finalistka    | 1. | 3 marca 2018         | Acapulco    | Twarda        | Sabrina Santamaria | Tatjana Maria Heather Watson | 5:7, 6:2, 2–10 |
| Finalistka    | 2. | 20 października 2019 | Luksemburg  | Twarda (hala) | Alexa Guarachi     | Coco Gauff Catherine McNally | 2:6, 2:6       |
| Finalistka    | 3. | 16 lutego 2020       | Petersburg  | Twarda (hala) | Alexa Guarachi     | Shūko Aoyama Ena Shibahara   | 6:4, 0:6, 3–10 |
| Finalistka    | 4. | 21 marca 2021        | Petersburg  | Twarda (hala) | Sabrina Santamaria | Nadija Kiczenok Raluca Olaru | 6:2, 3:6, 8–10 |
| Finalistka    | 5. | 26 września 2021     | Ostrawa     | Twarda (hala) | Erin Routliffe     | Sania Mirza Zhang Shuai      | 3:6, 2:6       |
| Zwyciężczyni  | 1. | 27 lutego 2022       | Guadalajara | Twarda        | Lidzija Marozawa   | Wang Xinyu Zhu Lin           | 7:5, 6:3       |

## Finały turniejów WTA 125

### Gra podwójna 1 (1–0)
| Końcowy wynik | Nr | Data        | Turniej    | Nawierzchnia | Partnerka          | Przeciwniczki               | Wynik finału      |
| ------------- | -- | ----------- | ---------- | ------------ | ------------------ | --------------------------- | ----------------- |
| Zwyciężczyni  | 1. | 9 maja 2021 | Saint-Malo | Ceglana      | Sabrina Santamaria | Hayley Carter Luisa Stefani | 7:6(4), 4:6, 10–5 |

## Finały turniejów ITF
| turnieje z pulą nagród 100 000 $   |
| turnieje z pulą nagród 75/80 000 $ |
| turnieje z pulą nagród 50/60 000 $ |
| turnieje z pulą nagród 40 000 $    |
| turnieje z pulą nagród 25 000 $    |
| turnieje z pulą nagród 15 000 $    |
| turnieje z pulą nagród 10 000 $    |

### Gra pojedyncza 3 (1–2)
| Rezultat     |    | Data       | Turniej      | ($)    | Naw.          | Przeciwniczka     | Wynik         |
| Finalistka   | 1. | 26/07/2009 | Evansville   | 10 000 | Twarda        | Elizabeth Lumpkin | 0:6, 2:6      |
| Zwyciężczyni | 1. | 09/10/2016 | Tarakan      | 10 000 | Twarda (hala) | Haruka Kaji       | 5:7, 6:3, 6:2 |
| Finalistka   | 2. | 06/11/2016 | Stellenbosch | 10 000 | Twarda        | Chanel Simmonds   | 6:4, 3:6, 5:7 |

### Gra podwójna 19 (13–6)
| Rezultat     |     | Data       | Turniej         | ($)      | Naw.    | Partnerka            | Przeciwniczki                         | Wynik             |
| Zwyciężczyni | 1.  | 19/07/2009 | Atlanta         | 10 000   | Twarda  | Lindsey Nelson       | Amanda Fink Yasmin Schnack            | 7:5, 7:6(2)       |
| Finalistka   | 1.  | 26/07/2009 | Evansville      | 10 000   | Twarda  | Lindsey Nelson       | Maria Sanchez Yasmin Schnack          | 6:4, 1:6, 4–10    |
| Zwyciężczyni | 2.  | 20/06/2010 | Mount Pleasant  | 10 000   | Ceglana | Caitlin Whoriskey    | Petra Rampre Shelby Rogers            | 6:4, 6:2          |
| Finalistka   | 2.  | 03/06/2012 | Sacramento      | 50 000   | Twarda  | Maria Sanchez        | Yasmin Schnack Asia Muhammad          | 3:6, 6:7(4)       |
| Zwyciężczyni | 3.  | 27/07/2013 | Rimini          | 10 000   | Ceglana | Sabrina Santamaria   | Giulia Gasparri Lisa Sabino           | 6:2, 6:1          |
| Zwyciężczyni | 4.  | 22/02/2015 | Surprise        | 25 000   | Twarda  | Jacqueline Cako      | Johanna Konta Maria Sanchez           | 6:4, 5:7, 10–7    |
| Zwyciężczyni | 5.  | 29/03/2015 | Metepec         | 10 000   | Twarda  | Maria Fernanda Alves | Victoria Rodríguez Marcela Zacarías   | 2:6, 6:1, 15–13   |
| Finalistka   | 3.  | 18/07/2015 | Stockton        | 50 000   | Twarda  | Danielle Lao         | Jamie Loeb Sanaz Marand               | 3:6, 4:6          |
| Zwyciężczyni | 6.  | 06/11/2016 | Stellenbosch    | 10 000   | Twarda  | Chanel Simmonds      | Valeria Bhunu Linnea Malmqvist        | 6:0, 7:6(3)       |
| Finalistka   | 4.  | 07/05/2017 | Charleston      | 60 000   | Ceglana | Sabrina Santamaria   | Emina Bektas Alexa Guarachi           | 7:5, 3:6, 5–10    |
| Zwyciężczyni | 7.  | 17/06/2017 | Sumter          | 25 000   | Twarda  | Giuliana Olmos       | Ellen Perez Luisa Stefani             | 6:2, 3:6, 10–7    |
| Finalistka   | 5.  | 23/09/2017 | Tampico         | 100 000  | Twarda  | Giuliana Olmos       | Caroline Dolehide María Irigoyen      | 4:6, 4:6          |
| Zwyciężczyni | 8.  | 01/10/2017 | Templeton       | 60 000   | Twarda  | Giuliana Olmos       | Viktorija Golubic Amra Sadiković      | 7:5, 6:3          |
| Zwyciężczyni | 9.  | 29/10/2017 | Macon           | 80 000   | Twarda  | Sabrina Santamaria   | Paula Cristina Gonçalves Sanaz Marand | 6:1, 6:0          |
| Zwyciężczyni | 10. | 04/02/2018 | Midland         | 100 000  | Twarda  | Sabrina Santamaria   | Jessica Pegula Maria Sanchez          | 7:5, 4:6, 10-8    |
| Zwyciężczyni | 11. | 24/02/2018 | Rancho Santa Fe | 25 000   | Twarda  | Sabrina Santamaria   | Eva Hrdinová Taylor Townsend          | 6:7(6), 6:1, 10–6 |
| Zwyciężczyni | 12. | 13/05/2018 | Cagnes-sur-Mer  | 100 000  | Ceglana | Sabrina Santamaria   | Wiera Łapko Galina Woskobojewa        | 2:6, 7:5, 10–7    |
| Finalistka   | 6.  | 13/07/2018 | Budapeszt       | 100 000  | Twarda  | Giuliana Olmos       | Alexandra Cadanțu Chantal Škamlová    | 1:6, 3:6          |
| Zwyciężczyni | 13. | 12/03/2022 | Irapuato        | 60 000+H | Twarda  | Lidzija Marozawa     | Anastasija Tichonowa Daniela Vismane  | 6:0, 6:2          |